# أسياب سر (كوهستان)
أسیاب سر (بالفارسية: آسیاب‌سر) هي منطقة سكنية تقع في إيران في قسم کوهستان الريفي. يقدر عدد سكانها بـ 1,598 نسمة .